# Naniwasuji-Linie
| Karte der Naniwasuji-Linie |                   |                                                 |                                                 |
| Streckenlänge: | 7,2 km            |                                                 |                                                 |
| Spurweite: | 1067 mm (Kapspur) |                                                 |                                                 |
| Stromsystem: | 1500 =            |                                                 |                                                 |
| Streckengeschwindigkeit: | 95 km/h           |                                                 |                                                 |
| Zweigleisigkeit: | ja                |                                                 |                                                 |
| |                   |                                                 |                                                 |
| \| \| \| Osaka–Higashi-Linie \| \| \| \| \| Shin-Osaka San’yō-Shinkansen/Tōkaidō-Shinkansen \| \| \| \| \| \| \| \| \| \| \| \| \| \| \| Jūsō Hankyū Dentetsu von Kobe und Kyoto \| \| \| \| \| \| \| \| \| \| Umeda \| \| \| \| 0.0 \| Osaka \| Osaka \| \| \| \| Osaka Loop Line \| \| \| \| \| Tōkaidō-Hauptlinie \| \| \| \| \| Nakanoshima \| \| \| \| \| Nishi-Hommachi \| \| \| \| \| \| \| \| \| 7.2 \| JR Namba Kansai-Hauptlinie \| JR Namba Kansai-Hauptlinie \| \| \| \| Osaka-Namba Nankai Electric Railway \| \| |                   |                                                 |                                                 |
| Strecke |                   | Osaka–Higashi-Linie                             | Osaka–Higashi-Linie                             |
| Abzweig quer und ehemals von links · Strecke quer · Strecke quer · Turmbahnhof geradeaus unten |                   | Shin-Osaka San’yō-Shinkansen/Tōkaidō-Shinkansen | Shin-Osaka San’yō-Shinkansen/Tōkaidō-Shinkansen |
| Strecke (außer Betrieb) · Strecke von links · Strecke quer · Abzweig geradeaus und nach rechts |                   |                                                 |                                                 |
| Strecke (außer Betrieb) · Tunnelanfang · Strecke |                   |                                                 |                                                 |
| Turmbahnhof (Strecke geradeaus außer Betrieb) · Kreuzung mit oberirdischer Strecke (im Tunnel) · Strecke von rechts · Strecke |                   | Jūsō Hankyū Dentetsu von Kobe und Kyoto         | Jūsō Hankyū Dentetsu von Kobe und Kyoto         |
| Tunnelanfang (Strecke außer Betrieb) · Strecke (im Tunnel) · Strecke · Strecke |                   |                                                 |                                                 |
| Strecke nach links (außer Betrieb) (im Tunnel) · Abzweig geradeaus und ehemals von rechts (im Tunnel) · Kopfbahnhof Streckenende · Strecke |                   | Umeda                                           | Umeda                                           |
| Bahnhof (im Tunnel) · Bahnhof | 0.0               | Osaka                                           | Osaka                                           |
| Abzweig ehemals geradeaus und nach links (im Tunnel) · Strecke quer (im Tunnel) · Kreuzung links |                   | Osaka Loop Line                                 | Osaka Loop Line                                 |
| Strecke quer · Kreuzung (Strecke geradeaus außer Betrieb) (im Tunnel) · Strecke quer · Strecke nach rechts |                   | Tōkaidō-Hauptlinie                              | Tōkaidō-Hauptlinie                              |
| Bahnhof (Strecke außer Betrieb) (im Tunnel) |                   | Nakanoshima                                     | Nakanoshima                                     |
| Bahnhof (Strecke außer Betrieb) (im Tunnel) |                   | Nishi-Hommachi                                  | Nishi-Hommachi                                  |
| Strecke von links (außer Betrieb) (im Tunnel) · Abzweig nach links und nach rechts (Strecke außer Betrieb) (im Tunnel) · Strecke von rechts (außer Betrieb) (im Tunnel) |                   |                                                 |                                                 |
| Kopfbahnhof Strecke bis hier außer Betrieb (im Tunnel) · Tunnelende (Strecke außer Betrieb) | 7.2               | JR Namba Kansai-Hauptlinie                      | JR Namba Kansai-Hauptlinie                      |
| Kopfbahnhof Strecke bis hier außer Betrieb |                   | Osaka-Namba Nankai Electric Railway             | Osaka-Namba Nankai Electric Railway             |

Die Naniwasuji-Linie ist ein Eisenbahnprojekt der West Japan Railway Company (JR West) und Nankai Electric Railway mit Einbezug der Hankyū Dentetsu in der japanischen Metropole Osaka. Sie soll die Bahnhöfe Shin-Osaka und Osaka mit den Namba-Bahnhöfen der JR (JR Namba) und Nankai Electric Railway (Osaka–Namba) miteinander verbinden. Baubeginn war 2023, die Fertigstellung ist für 2031 terminiert.

## Geschichte
Im Februar 2020 wurde durch das Ministerium für Land, Infrastruktur, Verkehr und Tourismus die Baubewilligung für die unterirdische Bahnverbindung erteilt.
2022 erklärte die Hankyū Dentetsu die Errichtung zweier Verbindungsstrecken zwischen den unterirdischen Bahnsteigen des Bahnhofs Osaka und dem eigenen Bahnhof Jūsō beziehungsweise zwischen Jūsō und Shin-Osaka, so dass auch Hankyu erstmals Züge zum Flughafen Kansai anbieten kann. Diese Linien sollen zeitgleich wie die Naniwasuji-Linie 2031 in Betrieb gehen. Aufgrund des Umstandes, dass die bisherigen Hankyu-Strecken in Normalspur (1435 mm) statt wie die Netze der JR West und der Nankai Electric Railway in Kapspur (1067 mm) ausgeführt sind, wird stets ein Umsteigen in Jūsō notwendig sein.
Die unterirdischen Bahnsteige im Bahnhof Osaka wurden am 18. Mai 2023 als Vollendung der Osaka–Higashi-Linie dem Verkehr übergeben, zuvor nutzten diese Züge eine inzwischen stillgelegte Güterverkehrslinie. Nach der Eröffnung starten die Bauarbeiten an der Naniwasuji-Linie.

## Hintergrund
Aufgrund der solitären Lage des Kopfbahnhofes JR Namba existiert keine direkte Schienenverbindung zwischen den drei wichtigsten Bahnhöfen im Stadtkern von Osaka. Die Züge fahren entweder den Kopfbahnhof JR Namba an oder umfahren diesen via die stark ausgelastete Osaka Loop Line.
Erste Entwürfe einer unterirdischen Verbindung tauchten bereits 1982 auf.
Die Naniwasuji-Linie, benannt nach der Straße unter der sie hindurchführen wird, bietet direktere Verbindungen von Osaka zum Flughafen Kansai und durch zwei unterirdische Zwischenstationen eine bessere Anbindung des Stadtzentrums. Die Nankai Railway erhält durch die Verlängerung Anbindungen der Bahnhöfe Osaka und Shin-Osaka.
An der Station Nakanoshima entsteht Anschluss zur Nahanoshima-Linie der Keihan Denki Tetsudō und in Nishi-Hommachi sind vier Linien der U-Bahn Osaka verknüpft.
Zwischen Osaka und Nishi-Hommachi wird der Tunnel zweigleisig ausgeführt, danach teilen sich die beiden Äste in einem niveaufreien Kreuzungsbauwerk auf zwei zweigleisige Tunnels auf.